# Chang Jung-lin
Chang Jung-Lin (* 2. Mai 1985 in Alian, Landkreis Kaohsiung ; † 14. Juli 2025 in Jakarta) war ein taiwanischer Poolbillardspieler. Er wurde 2012 8-Ball-Weltmeister und gewann bei den World Games 2013 die Silbermedaille.

## Karriere
2000 und 2003 wurde Chang Jung-Lin Vizeweltmeister der Junioren.
2005 erreichte er bei der 9-Ball-WM das Achtelfinale. 2006 schied er in der Runde der letzten 64 aus, 2007 nach einer 9:10-Niederlage gegen Corey Deuel im Sechzehntelfinale. Bei der 10-Ball-WM 2008 verlor er im Sechzehntelfinale gegen den Amerikaner Charlie Williams mit 8:9.
2007 und 2008 gewann Chang insgesamt sechs Turniere der Guinness 9-Ball Tour, darunter das Saisonfinale 2007.
2010 schied er in der Runde der letzten 64 der 9-Ball-WM gegen den Philippiner Jeffrey de Luna aus. Bei den China Open erreichte er das Viertelfinale.
Bei der 8-Ball-WM 2011 verlor er im Achtelfinale gegen David Alcaide. Zudem gewann er die Beijing Open und wurde Siebzehnter bei den China Open. Im Sechzehntelfinale der 9-Ball-WM verlor er gegen Shane van Boening. Beim World Pool Masters und bei der All Japan Championship erreichte er 2011 jeweils das Viertelfinale.
Im Februar 2012 gelang ihm nach Siegen gegen Carlo Biado, Oliver Ortmann und Chris Melling der Einzug ins Finale der 8-Ball-WM, in dem er seinen Landsmann Fu Che-wei mit 11:6 besiegte und somit Weltmeister wurde. Bei der 9-Ball-WM und bei den China Open verlor er im Sechzehntelfinale. Bei den US Open wurde er Siebter. Nach den US Open wurde er Weltranglistenerster und blieb dies bis Juni 2013. Im November 2012 gewann er im Finale gegen Yang Ching-shun die All Japan Championship.
Nachdem er bei den China Open 2013 das Achtelfinale erreicht hatte, verlor er bei den World Games 2013 im Finale gegen den Engländer Darren Appleton mit 10:11 und gewann damit die Silbermedaille.
Bei der 9-Ball-WM verlor er in der Runde der letzten 64 gegen Chris Melling, im Halbfinale des World Pool Masters verlor er erneut gegen Appleton. Bei den Japan Open 2013 erreichte er das Finale und unterlag dort Ko Pin-yi mit 10:11.
Im Juni 2014 erreichte er das Halbfinale China Open und verlor dort mit 4:11 gegen Chang Yu-lung, den späteren Sieger des Turniers. Bei der 9-Ball-WM schied er in der Runde der letzten 64 gegen Shane van Boening aus.
Im Februar 2015 zog Chang bei der 10-Ball-Weltmeisterschaft in die Runde der letzten 32 ein und verlor dort mit 8:11 gegen David Alcaide. Bei der 9-Ball-WM schied er in der Vorrunde aus.
Im März 2016 erreichte er das Achtelfinale der Chinese 8-Ball World Championship. Bei der 9-Ball-WM 2016 schaffte er es in die Runde der letzten 32, in der er mit 7:11 gegen den Ukrainer Artem Koschowyj verlor. Bei den US Open 2016 zog er, nachdem er unter anderem Shane van Boening, Naoyuki Ōi, Jeremy Jones und Jayson Shaw besiegt hatte ins Finale ein. Im Endspiel musste er sich jedoch van Boening mit 9:13 geschlagen geben. Wenige Tage später erreichte er auch bei den Kuwait Open das Finale und unterlag dem Schotten Jayson Shaw mit 10:13. Durch den erneuten Finaleinzug belegte er anschließend in der Weltrangliste den ersten Platz. Bei der All Japan Championship 2016 schied er hingegen in der Runde der letzten 32 gegen Cheng Yu-hsuan aus.
Chang nahm zweimal gemeinsam mit Ko Pin-yi am World Cup of Pool teil. 2010 und 2013 verlor das taiwanische Doppel jeweils im Halbfinale gegen das philippinische Doppel, wobei dieses 2013 das Turnier gewannen.
Mit der taiwanischen Nationalmannschaft wurde er 2012 Weltmeister.

## Privatleben und Tod
Er studierte an der Chinese Culture University und war verheiratet.
Am 14. Juli 2025 starb Chang im Alter von 40 Jahren nach einem offensichtlichen Schlaganfall oder Herzinfarkt, während er sich in seinem Hotelzimmer in Jakarta ausruhte.

## Erfolge
| Beijing Open:            | 2011 |
| 8-Ball-Weltmeister:      | 2012 |
| All Japan Championship:  | 2012 |
| Mannschafts-Weltmeister: | 2012 |